# Blade – Die Jagd geht weiter
Blade – Die Jagd geht weiter (Originaltitel: Blade: The Series) ist eine US-amerikanische Action-Fernsehserie aus dem Jahr 2006. Die Serie ist eine Adaption des Blade-Comics von Marvel, auf dem bereits die gleichnamige Kino-Trilogie mit Wesley Snipes in der Hauptrolle basiert. Blade – Die Jagd geht weiter wurde von den Marvel Studios in Zusammenarbeit mit New Line Television für den amerikanischen Kabelsender Spike produziert. Die Fernsehserie schließt an die erfolgreiche Spielfilm-Trilogie an, allerdings mit dem US-amerikanischen Rapper Kirk „Sticky“ Jones in der Rolle des Superhelden Blade, der, halb Vampir und halb Mensch, gegen ein Schattenreich aus Vampiren kämpft. Das Drehbuch stammte von David S. Goyer, der auch für das Szenarium der Spielfilme verantwortlich war.

## Handlung
Die Serie spielt nach den Ereignissen aus dem Film Blade: Trinity. Das dort am Ende freigesetzte Virus hat offensichtlich nicht zur erhofften Auslöschung der Vampire geführt, da deren zwölf Häuser nach wie vor aktiv sind.
Blade ist gemeinsam mit dem Waffenspezialisten Shen inzwischen in der Großstadt Detroit aktiv. In Moskau hatte er zuvor erfahren, dass dorthin merkwürdige Kisten verschickt werden, die an einen gewissen Marcus Van Sciver gehen. Bei diesem handelt es sich um eine örtliche Bekanntheit, da er mit seinem Unternehmen dafür sorgen will, dass historische Gebäude der Stadt erhalten bleiben und renoviert werden, damit Detroit seine eigene Geschichte nicht verliert. Er ist jedoch ein Vampir und besitzt eine hohe Stellung im Haus Chthon, der größten Vampir-Kolonie in Nordamerika. Blade will herausfinden, was Van Sciver plant, weiß jedoch nicht, wie er an diesen herankommen kann. Dass Van Sciver öffentlich agiert und nicht lediglich im Untergrund handelt, macht die Sache sehr schwierig.
Zur selben Zeit kehrt Krista Starr zurück nach Detroit. Sie war als Soldatin im Irak eingesetzt und ist dort schwer verwundet worden. Kurz nach ihrer Ankunft muss die Familie jedoch erfahren, dass Kristas Bruder Zach erschossen aufgefunden wurde. Die Polizei geht davon aus, dass dieser in kriminellen Kreisen aktiv war, womöglich sogar Drogendealer war. Krista glaubt Zack besser zu kennen und kann sich daher nicht vorstellen, dass dies so war. Sie beginnt Nachforschungen anzustellen und findet heraus, dass Zack ein merkwürdiges Symbol im Nacken eintätowiert hatte. Über eine Recherche im Netz stößt sie auf den Forscher Professor Melvin Caylo, der sich mit Vampiren befasst. Sie sucht ihn auf und als sie ihn auf das seltsame Zeichen auf der Haut ihres Bruders anspricht, erklärt er ihr, dass es sich um ein Vampir-Zeichen handelt. Ihr Bruder war, so folgert er daraus, ein sogenannter Familiar, d. h. ein Mensch, der sich in den Dienst der Vampire gestellt hat, in der Hoffnung, eines Tages als Belohnung in einen ebensolchen verwandelt zu werden. Inzwischen wird in den Straßen der Stadt auch mit Vampirasche gehandelt, die als Droge, die einem kurzzeitig übermenschliche Kräfte verleiht, zu Höchstpreisen vertrieben wird.
Krista will dies zunächst alles nicht glauben, wird kurz darauf jedoch von Vampiren in eine Falle gelockt und kann nur durch den plötzlich auftauchenden Blade vor diesen gerettet werden. Nachdem sie selbst gesehen hat, wie ihre Angreifer zu Staub zerfallen sind, ist sie fortan überzeugt, dass Professor Caylo kein Spinner war, sondern Recht hatte. Blade rät Krista allerdings, die Stadt möglichst rasch zu verlassen und alles, was sie in letzter Zeit gesehen hat, zu vergessen, dann verschwindet er wieder. Krista will dennoch nicht locker lassen, sondern dahinterkommen, was genau mit ihrem Bruder geschehen war. Sie sucht erneut Caylo auf, der ihr Blades Hintergrund erklärt. Krista will wissen, wo sie ihn finden kann, Caylo meint daraufhin, dass dieser umherzieht und nie lange am selben Ort bleibt. Er kann ihr jedoch den ihm zuletzt bekannten Aufenthaltsort von Blade nennen. Dort sieht Krista sich um, findet jedoch nur leere Räume vor, die ihr keinerlei Hinweis bieten. Da taucht Blade, der sie die ganze Zeit über beobachtet hat, wieder auf und nimmt sie schließlich mit zu seinem Versteck.
Da Krista sich nicht davon abhalten lässt, der Sache um ihren Bruder nachzugehen, beschließt man, gemeinsam zu handeln. Krista soll bei einer abendlichen Galerie-Eröffnung den Kontakt zu Van Sciver suchen, um diesem heimlich einen Peilsender unterzujubeln, was sie auch versucht. Es gelingt ihr jedoch nicht, dafür erkennt Van Sciver sogleich, dass es sich bei ihr um Zachs Schwester handelt, und gesteht ihr offen, dass er ihren Bruder töten hat lassen. Krista verlässt daraufhin den Ort und beschließt in ihrer Wut kurzerhand, mit einem im Wagen versteckten Scharfschützengewehr Van Sciver auszuschalten. Ihr Plan wird jedoch vereitelt und Krista in Van Scivers Hauptquartier verschleppt. Dieser hat Gefallen an der jungen Frau gefunden und beschließt daher, sie in das Haus Chthon aufzunehmen. Ihr wird mit einer Spritze sein Blut injiziert, anschließend wird sie vom Dach des Hochhauses geworfen, wodurch sie stirbt. Krista kommt schließlich im örtlichen Leichenhaus als Vampir wieder zu sich und wird von Van Scivers Leuten abgeholt. Van Sciver selbst erklärt, dass er sie in die Kultur der Vampire einführen wird. Fortan lebt Krista unter den Vampiren. Sie hält heimlich den Kontakt mit Blade, der sie nun dazu benutzen will, für ihn dort Informationen zu beschaffen. Damit Krista weiterhin bei Verstand bleibt und sich nicht geistig zu einem Vampir entwickelt, rät Blade ihr davon ab, Blut zu trinken, stattdessen soll sie regelmäßig ein Serum einnehmen, von dem er ihr einen Vorrat mitgibt, den sie gut versteckt. Blade gesteht ihr schließlich, dass er ihren Bruder nicht nur gekannt hat, sondern dass er mit diesem zusammengearbeitet hatte: Er hat für ihn versucht, mehr Informationen über Van Sciver und dessen Pläne herauszufinden. Obwohl sie von dieser Enthüllung schockiert ist, willigt sie schließlich ein, mit Blade zusammenzuarbeiten. Gemeinsam kommen sie schließlich dahinter, dass Van Sciver ein geheimes Forschungsprojekt betreibt, und wollen herausfinden, um was genau es sich dabei handelt.

## Episodenliste
| Nr. (ges.) | Nr. (St.) | Deutscher Titel         | Originaltitel     | Erstausstrahlung USA | Deutschsprachige Erstausstrahlung (D) | Regie                 | Drehbuch                                    |
| ---------- | --------- | ----------------------- | ----------------- | -------------------- | ------------------------------------- | --------------------- | ------------------------------------------- |
| 1          | 1         | Willkommen zu Hause     | Pilot – Part 1    | 28. Juni 2006        | 11. Juni 2007                         | Peter O’Fallon        | Geoff Johns & David S. Goyer                |
| 2          | 2         | Die Wandlung            | Pilot – Part 2    | 28. Juni 2006        | 18. Juni 2007                         | Peter O’Fallon        | Geoff Johns & David S. Goyer                |
| 3          | 3         | Das Ash-Labor           | Death Goes On     | 5. Juli 2006         | 25. Juni 2007                         | Michael Robison       | David Simkins                               |
| 4          | 4         | Der Spieler             | Descent           | 12. Juli 2006        | 2. Juli 2007                          | John Fawcett          | Adam Targum                                 |
| 5          | 5         | Bad Blood               | Bloodlines        | 19. Juli 2006        | 9. Juli 2007                          | Felix Enriquez Alcala | Geoff Johns                                 |
| 6          | 6         | Schwanger mit dem Bösen | The Evil Within   | 26. Juli 2006        | 16. Juli 2007                         | Michael Robison       | Daniel Truly                                |
| 7          | 7         | Niederkunft             | Delivery          | 2. Aug. 2006         | 23. Juli 2007                         | Alex Chapple          | Barbara Nance                               |
| 8          | 8         | Tödliche Heilung        | Sacrifice         | 9. Aug. 2006         | 30. Juli 2007                         | David Straiton        | Chris Ruppenthal                            |
| 9          | 9         | Alte Liebe              | Turn Of The Screw | 16. Aug. 2006        | 6. Aug. 2007                          | Norberto Barba        | Barbara Nance                               |
| 10         | 10        | Vertraute Feinde        | Angels And Demons | 23. Aug. 2006        | 6. Aug. 2007                          | Felix Enriquez Alcala | Adam Targum                                 |
| 11         | 11        | Der Weiße Prinz         | Hunters           | 30. Aug. 2006        | 13. Aug. 2007                         | Brad Turner           | Geoff Johns                                 |
| 12         | 12        | Monster                 | Monsters          | 30. Aug. 2006        | 13. Aug. 2007                         | Ken Girotti           | Daniel Truly                                |
| 13         | 13        | Das Konklave            | Conclave          | 13. Aug. 2006        | 20. Aug. 2007                         | Alex Chapple          | David S. Goyer & Daniel Truly & Geoff Johns |

## Ausstrahlung in Deutschland
Die Serie wurde ab dem 11. Juni 2007 auf ProSieben ausgestrahlt. Nachdem zunächst wöchentlich lediglich eine Folge gesendet wurde, strahlte der Sender am 6. und 13. August 2007 die Serie in Doppelfolgen aus. Die letzte Folge erschien am 20. August 2007.
Eine unvollständige Auflistung gemessener Einschaltquoten und Marktanteile veranschaulicht folgende Tabelle:
| Datum                    | Zuschauer | Zuschauer       | Marktanteil | Marktanteil     | Quellen |
| Datum                    | Gesamt    | 14 bis 49 Jahre | Marktanteil | Marktanteil     | Quellen |
| Datum                    | Gesamt    | 14 bis 49 Jahre | Gesamt      | 14 bis 49 Jahre | Quellen |
| ------------------------ | --------- | --------------- | ----------- | --------------- | ------- |
| 11. Juni 2007            | 2,00 Mio. | –               | –           | 17,2 %          | [ 3 ]   |
| 18. Juni 2007            | 1,60 Mio. | –               | –           | 12,3 %          | [ 4 ]   |
| 25. Juni 2007            | –         | –               | –           | 11,3 %          | [ 5 ]   |
| 2. Juli 2007             | 1,12 Mio. | –               | 5,5 %       | 8,8 %           | [ 6 ]   |
| 9. Juli 2007             | 1,05 Mio. | –               | –           | 8,7 %           | [ 7 ]   |
| 16. Juli 2007            | 1,14 Mio. | –               | 6,1 %       | 11,0 %          | [ 8 ]   |
| 23. Juli 2007            | 1,00 Mio. | –               | 4,9 %       | –               | [ 9 ]   |
| 20. August 2007 (Finale) | 0,79 Mio. | –               | –           | 9,3 %           | [ 10 ]  |

## Produktionsinformationen
Anfang 2006 wurde diese Fernsehfassung von Blade konzipiert, die als Fernsehserie mit einem zweistündigen Pilotfilm auf dem amerikanischen Kabelsender Spike TV anlief. Über 2,5 Millionen Zuschauer verfolgten den Serienstart im Juni 2006 in den USA, sodass die Erwartungen des Senders zunächst deutlich übertroffen wurden. Dennoch gelang es der Serie nicht, die Zuschauer an sich zu binden, so dass mit sinkenden Einschaltquoten die Serie bereits nach einer Staffel abgesetzt wurde. Nach einer weiteren Ausstrahlung in Form eines Sendemarathons in einer Nachtausstrahlung, bei dem die Serie zum ersten Mal ungeschnitten gezeigt wurde, konnte Spike TV eine um 40 % gestiegene Zuschaueranzahl verbuchen. Hinzu kam ein durchweg positives Echo nach der Ausstrahlung in anderen Ländern.
Am 28. September 2006 gab Jill Wagner (alias Krista Starr) bekannt, dass sie informiert wurde, es würde keine zweite Staffel der Serie geben. Am nächsten Tag gab der produzierender Fernsehsender Spike TV bekannt, dass die Serie eingestellt ist.